# Artur Haas
Artur Haas (Dois Irmãos, 1868 — ) foi um industrial brasileiro.
Mudou-se em 1885 para Novo Hamburgo, começou a trabalhar em uma selaria, onde permaneceu por dez anos. Com a experiência adquirida, fundou uma pequena fábrica de carteiras de couro. Ao perceber que os produtos de couro para viagem eram normalmente importados e levando em conta a boa aceitação de suas carteiras, criou uma indústria de produtos para viagem em Hamburgo Velho, a Arthur Haas & Cia., fabricando bolsas, frasqueiras, malas, etc.
Participou intensamente da vida social e comunitária local. Foi um dos fundadores da Sociedade Frohsin, cantando em seu coral, além de participar de sua orquestra como flautista. Participou ativamente da Comunidade Evangélica de Hamburgo Velho, principalmente apoiando sua escola.

## Fonte de referência
- SCHEMES, Cláudia. Pedro Adams Filho: empreendedorismo, indústria calçadista e emancipação de Novo Hamburgo. Tese. PUCRS. Porto Alegre, 2006.